# Baskouda
Pour les articles homonymes, voir Baskouda (homonymie).
Baskouda, également orthographié Bascouda, est un village du département et la commune rurale de Mané, situé dans la province du Sanmatenga et la région du Centre-Nord au Burkina Faso.

## Géographie

### Situation et environnement
Important village du département localisé de manière centrale, Baskouda est situé à 10 km au nord-ouest de Mané, le chef-lieu du département.

### Démographie
- En 2003, le village comptait 2 047 habitants estimés[3].
- En 2006, le village comptait 2 008 habitants recensés[1].

## Économie
Depuis quelques années l'orpaillage artisanal s'est développé sur le territoire de la commune après la découverte de filons aurifères vers 2010 entrainant des afflux de populations allochtones et de nombreux problèmes sociaux (déscolarisation, prostitution, trafic) et écologiques (pollution au cyanure et au mercure).

## Transports
Bascouka est accessible depuis l'est de Mané par la route régionale 14 le reliant allant vers Kaya, la capitale régionale distante de 50 km à l'est.

## Éducation et santé
Baskouda accueille, depuis 2010, un centre de santé et de promotion sociale (CSPS), tandis que le centre hospitalier régional (CHR) se trouve à Kaya.
La commune possède une école primaire publique et, depuis 2017, un collège d'enseignement général (CEG).